# El Ganzra
El Ganzra  (in arabo الكنزرة‎?) è un centro abitato e comune rurale del Marocco situato nella provincia di Khémisset, regione di Rabat-Salé-Kénitra. Conta una popolazione di 13 209 abitanti (censimento 2014).